# تاريخ فرنسا العسكري خلال الحرب العالمية الثانية

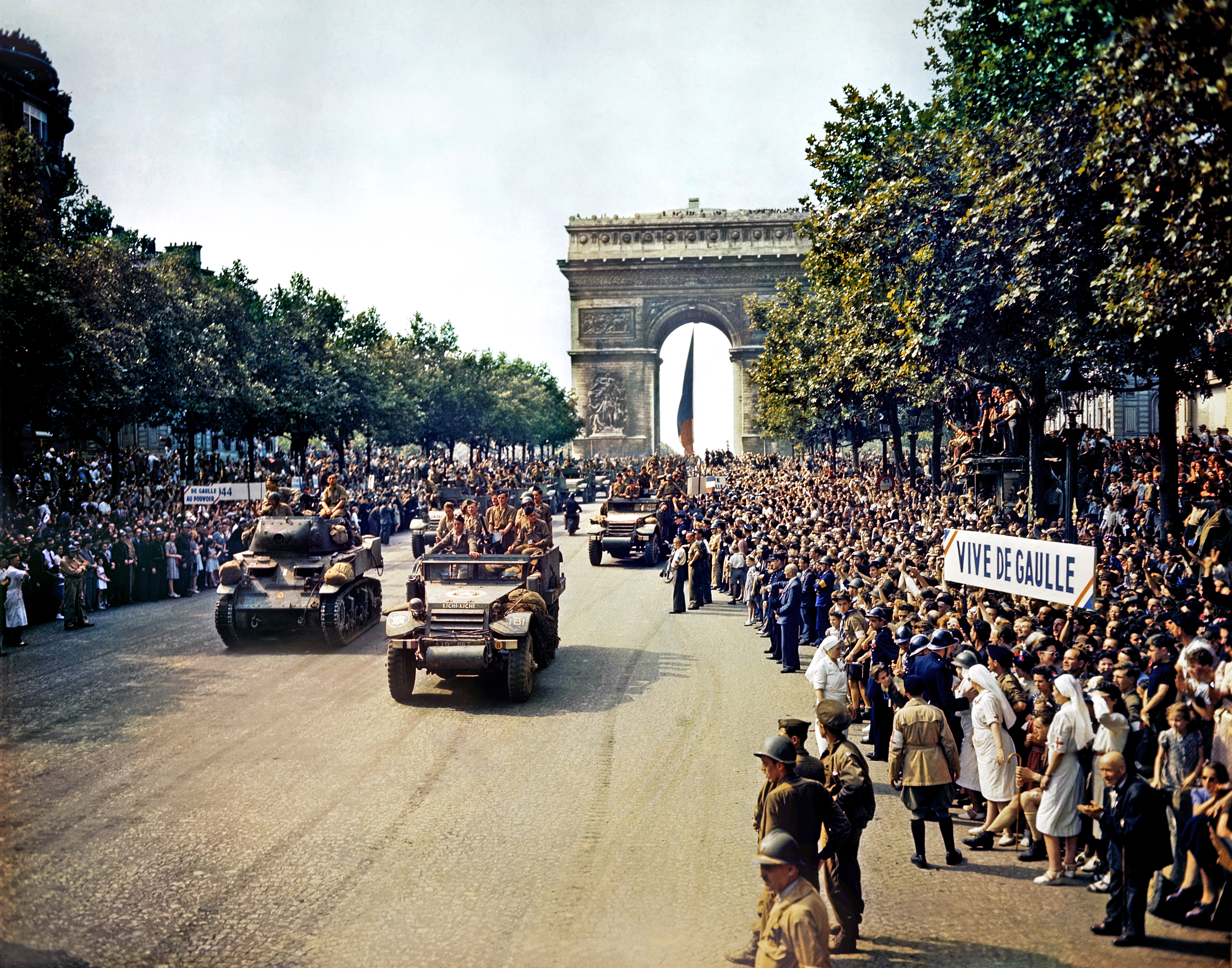

كانت الجمهورية الفرنسية الثالثة في حالة حرب مع ألمانيا منذ عام 1939 حتى عام 1940. شهدت الفترة منذ عام 1940 حتى عام 1945 منافسة بين قوات فرنسا الفيشية وقوات فرنسا الحرة تحت قيادة الجنرال شارل ديغول للسيطرة على الإمبراطورية. في عام 1944، بعد إنزال الحلفاء في فرنسا (نورماندي، بروفانس) طردوا الجيش الألماني، ليضع ذلك حدًا لنظام فيشي.
أعلنت فرنسا وبريطانيا الحرب على ألمانيا عندما غزت ألمانيا بولندا في سبتمبر 1939. بعد الحرب الزائفة منذ عام 1939 حتى عام 1940، وفي غضون سبعة أسابيع، غزا الألمان فرنسا وهزموها وأجبروا البريطانيين على الخروج من القارة. استسلمت فرنسا رسميًا لألمانيا.
في أغسطس 1943، دُمجت قوات ديغول وجيرارد في سلسلة قيادة واحدة تابعة للقيادة الأنجلو أمريكية، في حين كانت القوات الفرنسية المعارضة على الجبهة الشرقية تابعةً للقيادات السوفييتية والألمانية. لعبت هذه القوات الفرنسية في المنفى إلى جانب القوات الفرنسية في الداخل (إف إف آي) دورًا متغيرًا في التحرير النهائي لفرنسا على يد الحلفاء الغربيين وفي هزيمة فيشي الفرنسية وإيطاليا الفاشية وألمانيا النازية وإمبراطورية اليابان. حاربت فيشي الفرنسية القوات الفرنسية الحرة من أجل السيطرة على الإمبراطورية الفرنسية، وساعدتها كل من بريطانيا والولايات المتحدة بحلول عام 1943، وانضمت جميع المستعمرات، باستثناء الهند الصينية، إلى القضية الفرنسية الحرة.
ازداد عدد القوات الفرنسية الحرة مع نجاح الحلفاء في شمال أفريقيا والتجمع اللاحق للجيش الأفريقي الذي واصل القتال ضد المحور وكان يحارب في العديد من الحملات العسكرية وغزا في نهاية المطاف إيطاليا، واحتل فرنسا وألمانيا منذ عام 1944 حتى عام 1945 من خلال مطالبته بالاستسلام غير المشروط لدول المحور في مؤتمر الدار البيضاء.
في 23 أكتوبر، 1944، اعترفت بريطانيا والولايات المتحدة والاتحاد السوفييتي رسميًا بنظام ديغول ليكون حكومة مؤقتة للجمهورية الفرنسية (جي بي آر إف) والذي حل محل دولة فيشي الفرنسية في المنفى (هربت حكومتها إلى سيغمارينغين في غرب ألمانيا) وأتى هذا النظام قبل الجمهورية الرابعة (1946).
أدى التجنيد في فرنسا المحررة إلى توسيع الجيوش الفرنسية. بحلول نهاية الحرب في أوروبا في مايو 1945، كانت تمتلك فرنسا 1250000 جندي، من بينهم عشرة فرق تقاتل في ألمانيا. أُنشئ فيلق مشاة لتحرير الهند الصينية الفرنسية ثم استولى عليه اليابانيون.
بلغت الخسائر العسكرية الفرنسية الكلية 212 ألف قتيلًا خلال الحرب، 92 ألف منهم قُتلوا في نهاية الحملة العسكرية في عام 1940، و58 ألف منهم قُتلوا منذ عام 1940 حتى عام 1945 في حملات عسكرية أخرى، و24 ألف لقوا حتفهم أثناء خدمتهم في المقاومة الفرنسية، و38 ألف آخرون قُتلوا أثناء خدمتهم مع الجيش الألماني (بما في ذلك 32 ألف من «المالغري-نو»).

## قوات فرنسا العسكرية خلال الحرب العالمية الثانية
كانت فرنسا تمتلك خلال الحرب العالمية الثانية العديد من قوات الجيش النظامي وغير النظامي؛ وكان ذلك جزئيًا بسبب تغيير جيوسياسي كبير. بعد معركة فرنسا الخاسرة في عام 1940، تحولت البلاد من نظام جمهوري ديمقراطي يحارب مع الحلفاء إلى نظام استبدادي يتعاون مع ألمانيا ويعارض الحلفاء في عدة حملات عسكرية. كانت تُدعى هذه القوى المعارضة المركبة، بطريقة مبسطة، قوات فيشي الفرنسية وقوات فرنسا الحرة. خاضوا معارك في كل أنحاء العالم منذ عام 1940 حتى عام 1945، وقاتلوا ضد بعضهم البعض في بعض الأحيان. كانت هذه القوى مركبة من فصائل متمردة وقوات استعمارية؛ سيطرت فرنسا على إمبراطورية استعمارية كبيرة، تأتي في المرتبة الثالثة بعد الإمبراطورية البريطانية. كانت المشاركة العسكرية من الجيوش البرية الفرنسية والقوات الجوية والبحرية من طرف الحلفاء في كل مسرح من مسارح الحرب العالمية الثانية (1939-1945) قبل وأثناء وبعد معركة فرنسا، على الرغم من أنها كانت بمستويات مختلفة، فقد ضمنت اعتراف فرنسا باعتبارها فائزًا بالحرب العالمية الثانية وجعلتها تتملص من حكومة الحلفاء العسكرية للأراضي المحتلة والتي خططت لها الولايات المتحدة؛ على الرغم من إبقاء قواعد القوات الجوية الأمريكية في فرنسا حتى إجلائها في عام 1967، بسبب رفض ديغول لحلف الأطلسي. نتيجةً لذلك، وقّع الجنرال فرانسوا سيفيز من القوات الفرنسية الحرة أول صك استسلام ألماني، بصفته شاهدًا، بتاريخ 7 مايو 1945 (رانس، فرنسا) ووقع جنرال الجيش لفرنسي الأول جان دو لاتر دو تاسيني على الإعلان الثاني في 8 مايو 1945 (برلين، ألمانيا)، بصفته شاهدًا أيضًا، ووقع الجنرال الفرنسي فيليب ليكليرك دو أوتيكلوك صك الاستسلام الياباني نيابةً عن الحكومة المؤقتة للجمهورية الفرنسية في 15 أغسطس 1945 (خليج طوكيو، اليابان).
بما أن قوات فرنسا حاربت مع كلا الطرفين تحت قيادة فرنسية وبريطانية وألمانية وسوفييتية وأمريكية أو بدون صيغة رسمية-تابعة غالبًا إما للحلفاء أو دول المحور- فقد أدى وضعها المعقد، منذ عام 1939 حتى عام 1945، إلى انتقادات تتعلق بدورها الفعلي وولائها، وتشبه إلى حد كبير وضع السويد في الحرب العالمية الثانية.

### الجيش الفرنسي (1939-1940)
كان الجيش الفرنسي عشية الهجوم الألماني في عام 1940 تحت قيادة الجنرال موريس غاملين ومقره الواقع في فينسيز، في ضواحي باريس. كان جيشه يتألف من 117 فرقة وكانت 94 منها ملتزمة بالجبهة الشمالية الشرقية للعمليات. تولى قيادة الجبهة الشمالية الشرقية قائدها العام الجنرال ألفونس جورج في لا فيرت سو جور. كانت القوات الجوية الفرنسية تحت قيادة الجنرال جوزيف فويلمين، الذي كان يقع مقره في كومولييه.

### سجناء الحرب
بعد استسلام الجيوش الفرنسية، اعتقلت ألمانيا مليوني سجين حرب وأرسلتهم إلى معسكرات في ألمانيا. أُفرج عن نحو ثلثهم بشروط مختلفة. ومن الباقيين، وُضع الضباط وصف الضباط في معسكرات منفصلة ولم يعملوا. أُرسل الجنود إلى العمل. عمل نحو نصفهم في الزراعة الألمانية، حيث كانت الإمدادات المالية كافية والقيادات متساهلة. عمل الآخرون في مصانع أو مناجم، حيث كانت الظروف أكثر قسوة.